# Sarbhoyomyces biguttulatus
Sarbhoyomyces biguttulatus är en svampart som beskrevs av Saikia 1981. Sarbhoyomyces biguttulatus ingår i släktet Sarbhoyomyces, divisionen sporsäcksvampar och riket svampar.   Inga underarter finns listade i Catalogue of Life.